# Хрещатик (Роменський район)
Хреща́тик — село в Україні, в Роменському районі Сумської області. Населення становить 230 осіб. Входить до складу Хмелівської сільської громади. До 2020 орган місцевого самоврядування — Дібрівська сільська рада.

## Географія
Село Хрещатик розташоване за 5 км від лівого берега річки Ромен. На відстані 1.5 км розташоване село Федотове, за 3 км — село Ведмеже.
У селі бере початок річка Жучиха, ліва притока Ромена.

## Історія
Село постраждало внаслідок геноциду українського народу, проведеного урядом СРСР 1923—1933 та 1946—1947 роках.
12 червня 2020 року, відповідно до розпорядження Кабінету Міністрів України № 723-р «Про визначення адміністративних центрів та затвердження територій територіальних громад Сумської області», село увійшло до складу Хмелівської сільської громади.
19 липня 2020 року, в результаті адміністративно-територіальної реформи та ліквідації Роменського району(1930-2020), громада увійшла до складу новоутвореного Роменського району.

## Політика

### Парламентські вибори, 2019
На позачергових парламентських виборах 2019 року у селі функціонувала окрема виборча дільниця № 590498, розташована у приміщенні об’єкту дозвіллевої роботи.
Результати
- зареєстровано 116 виборців, явка 57,76%, найбільше голосів віддано за Всеукраїнське об'єднання «Батьківщина» — 32,31%, за «Слугу народу» — 30,77%, за Радикальну партію Олега Ляшка — 16,92%[3]. В одномандатному окрузі найбільше голосів отримала Вікторія Мурич (Народний рух України) — 27,27%, за Максима Гузенка (Слуга народу) — 18,18%, за Віктора Ладуху (Всеукраїнське об'єднання «Батьківщина») — 13,64%[4].

## Видатні особи
- Бабенко Максим Володимирович — український військовик, учасник російсько-української війни[5].